# Wayne Koestenbaum

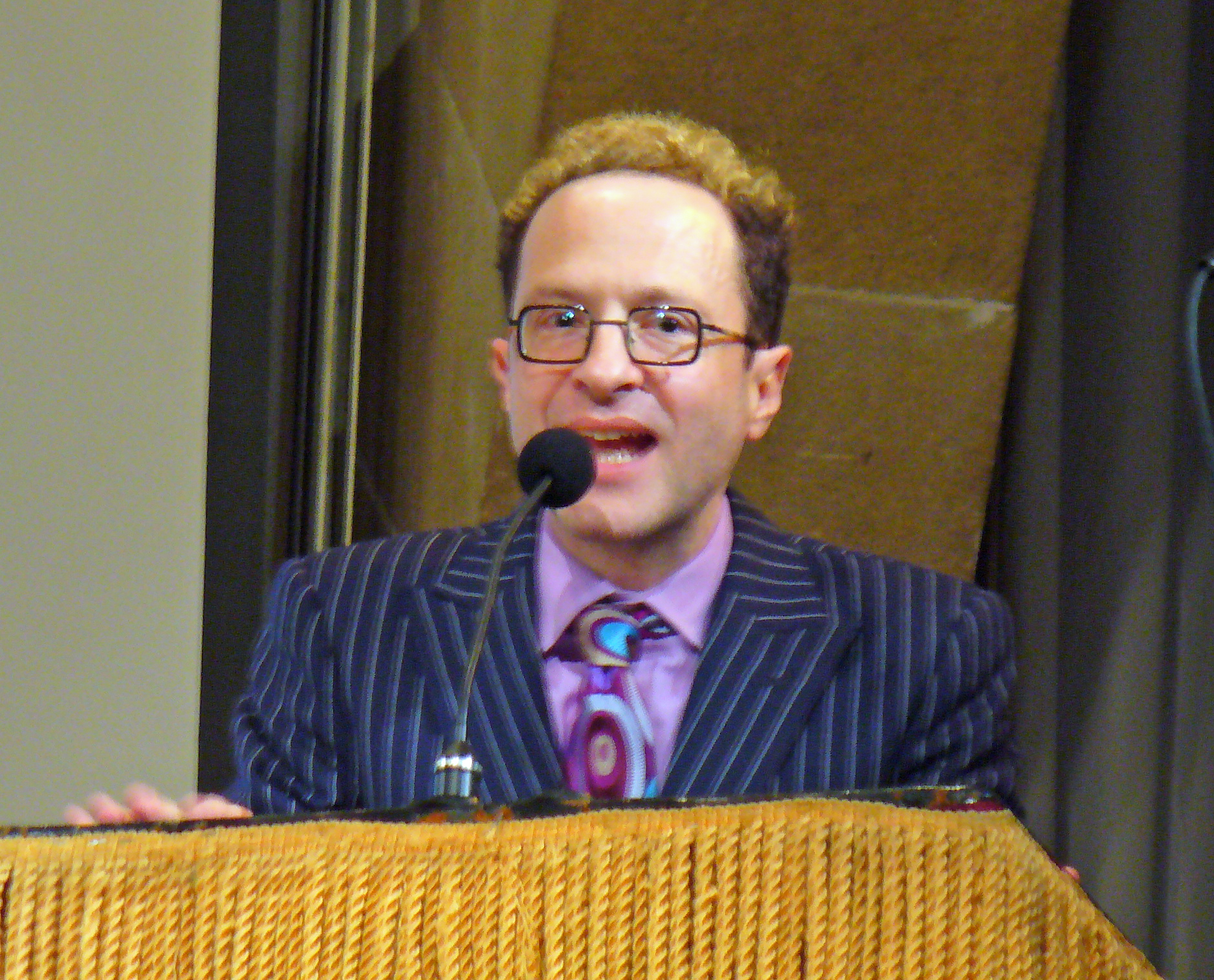
Wayne Koestenbaum (2007)

Wayne Koestenbaum (* 20. September 1958) ist ein US-amerikanischer Autor.

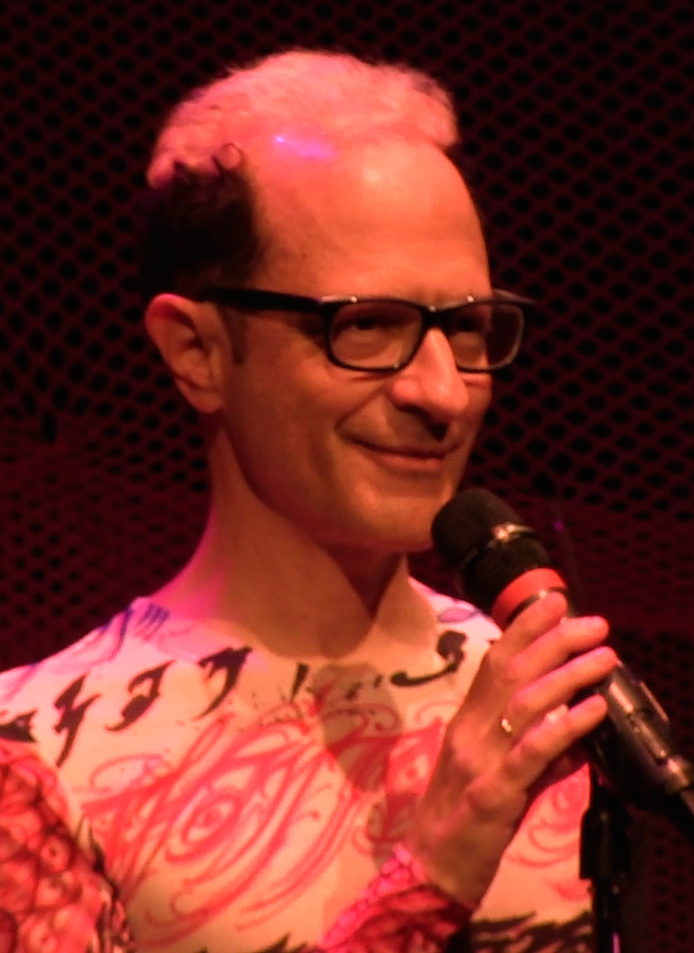
Wayne Koestenbaum (2015)

## Leben
Koestenbaum studierte Anglistik an der Harvard University,  an der Johns Hopkins University und an der Princeton University. Als Hochschullehrer ist er an der City University of New York tätig. Koestenbaum schrieb mehrere Biografien und verfasste lyrische Werke, Romane und ein Opernlibretto.

## Werke (Auswahl)

### Lyrik
- Ode to Anna Moffo and Other Poems (Persea, 1990)
- Rhapsodies of A Repeat Offender (Persea, 1994)
- The Milk of Inquiry (Persea, 1999)
- Model Homes (BOA Editions, 2004)
- Best-Selling Jewish Porn Films (Turtle Point Press, 2006)
- Blue Stranger With Mosaic Background (Turle Point, 2012)

### Belletristische Prosa
- Moira Orfei in Aigues-Mortes (Soft Skull, 2004).
- Hotel Theory (Soft Skull Press, 2007).
- Humiliation (Picador, 2011).

### Opern-Libretto
- Jackie O, Musik von Michael Daugherty, 1997

### Essays, Biografien
- Double Talk: The Erotics of Male Literary Collaboration (Routledge, 1989)
- The Queen's Throat: Opera, Homosexuality, and the Mystery of Desire (Poseidon, 1993)
- Jackie Under My Skin: Interpreting An Icon (Farrar, Straus and Giroux, 1995)
- Cleavage: Essays on Sex, Stars, and Aesthetics (Ballantine Books, 2000)
- Andy Warhol (Lipper/Viking, 2001)
- The Anatomy of Harpo Marx (University of California Press, 2012)